# Jean Baffier
Jean Eugène Baffier, né à Neuvy-le-Barrois (Cher) le 18 novembre 1851 et mort à Paris le 19 avril 1920, est un sculpteur et écrivain français.

## Biographie

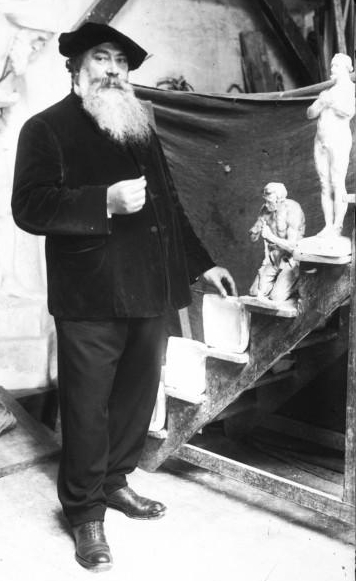
Jean Baffier dans son atelier en 1908, photographie de l'agence Rol.

En 1864, l'émerveillement de Jean Baffier devant la cathédrale de Nevers est à l'origine de sa vocation. Il est d'abord tailleur de pierres sur le chantier de restauration de la cathédrale et élève à l'École des beaux-arts de Nevers. À Paris il suit les cours d'Aimé Millet et de Joseph Garnier. Il se fait connaître par des figurines en bronze (Le Vigneron, Le Faucheur, Le Vielleux) et des étains (vases, candélabres, services de table) décorés de motifs végétaux. Il réalise également des statues et des bustes de personnages historiques (Louis XI, Jean-Paul Marat, Jean-Jacques Rousseau). Il expose au salon de 1880 un buste de la République, commandé par la mairie du XIXe arrondissement de Paris.
Fervent régionaliste, il s'intéressa à la musique traditionnelle et aux contes populaires du Berry, et fonda en 1886 Le Réveil de la Gaule, revue qui dura jusqu'en 1912. Il est également l'auteur d'un recueil de récits berrichons, Nos géants d'auterfoés, dans lequel il mentionne de nombreux lieux ruraux, tels les villages de Coust ou de Saint-Pierre-les-Étieux.
Jean Baffier voulut ranimer la foi des derniers ménétriers. Après avoir rassemblé quelques vielleux et cornemuseux, il fonda à Paris, le 30 mars 1888, la Société des Gâs du Berry et aultres lieux du Centre, sise au 6, rue Lebouis dans le 14e arrondissement. Il dota cette société de deux emblèmes : la bannière et le bâton. La première bannière se compose d'un panneau de bois muni d'un manche. Elle porte la devise : « Nout' soup' est maigre mais j' la trempons dans nout' écuelle ».
Comme la plupart des fondateurs du mouvement folklorique, Jean Baffier avait des idées réactionnaires et était antisémite. Il fut ainsi un ardent antidreyfusard. On trouve ses écrits dans les journaux de l'époque (Journal du Cher, Dépêche du Berry).
Il est enterré au cimetière de Sancoins (Cher). Un petit musée lui est consacré à Sancoins.
Le musée du Berry lui a consacré une exposition en 2009-2010.
Les Archives départementales du Cher possèdent un fonds Jean Baffier (23 J). Ce fonds comprend des dessins de Jean Baffier ainsi que de nombreuses lettres. Il a été donné aux Archives par la veuve de Louis Marin, député de Meurthe-et-Moselle de 1905 à 1951, qui s'était lié avec Baffier à travers leur implication commune dans la Fédération régionaliste française.

## Œuvres dans les collections publiques
- Bourges :
  - Monument à Louis XI, 1886, statue en bronze[6].
  - Monument aux morts de 1870, ou Monument aux enfants du Cher, 1905, statue en bronze[7].
  - musée du Berry : fonds d'œuvres de Baffier.
- Paris, square de l'Aspirant-Dunand : Monument à Michel Servet, 1908, statue en marbre.
- Vizille, musée de la Révolution française : Louis Antoine de Saint-Just, 1886, statue en plâtre.

## Publications
- Le Réveil de la Gaule, ou la Justice de Jacques Bonhomme, Paris, Imprimerie spéciale, 1886.
- Les Marges d'un carnet d'ouvrier : objections sur la médaille à M. Zola offerte à propos de l'affaire Dreyfus, Paris, chez l'auteur, 1898 (Texte en ligne).
- Causeries esthétiques d'un ouvrier sculpteur français. La Cathédrale de France, ses destructeurs, ses détracteurs, pourquoi on a voulu la détruire, pourquoi on l'a calomniée, Paris, chez l'auteur, 1900.
- Nos géants d'auterfoés. Récits berrichons recueillis par Jean Baffier, préface de Jacques Boulanger, Revue du seizième siècle, Société des études rabelaisiennes, Champion, Paris, 1913 (Texte en ligne). Réédité à Paris par Champion, 1920.
- Un jau de la grousse espèce.
- Articles et contes, Lettres de Neuvy-le-Barrois.

Œuvres de Jean Baffier
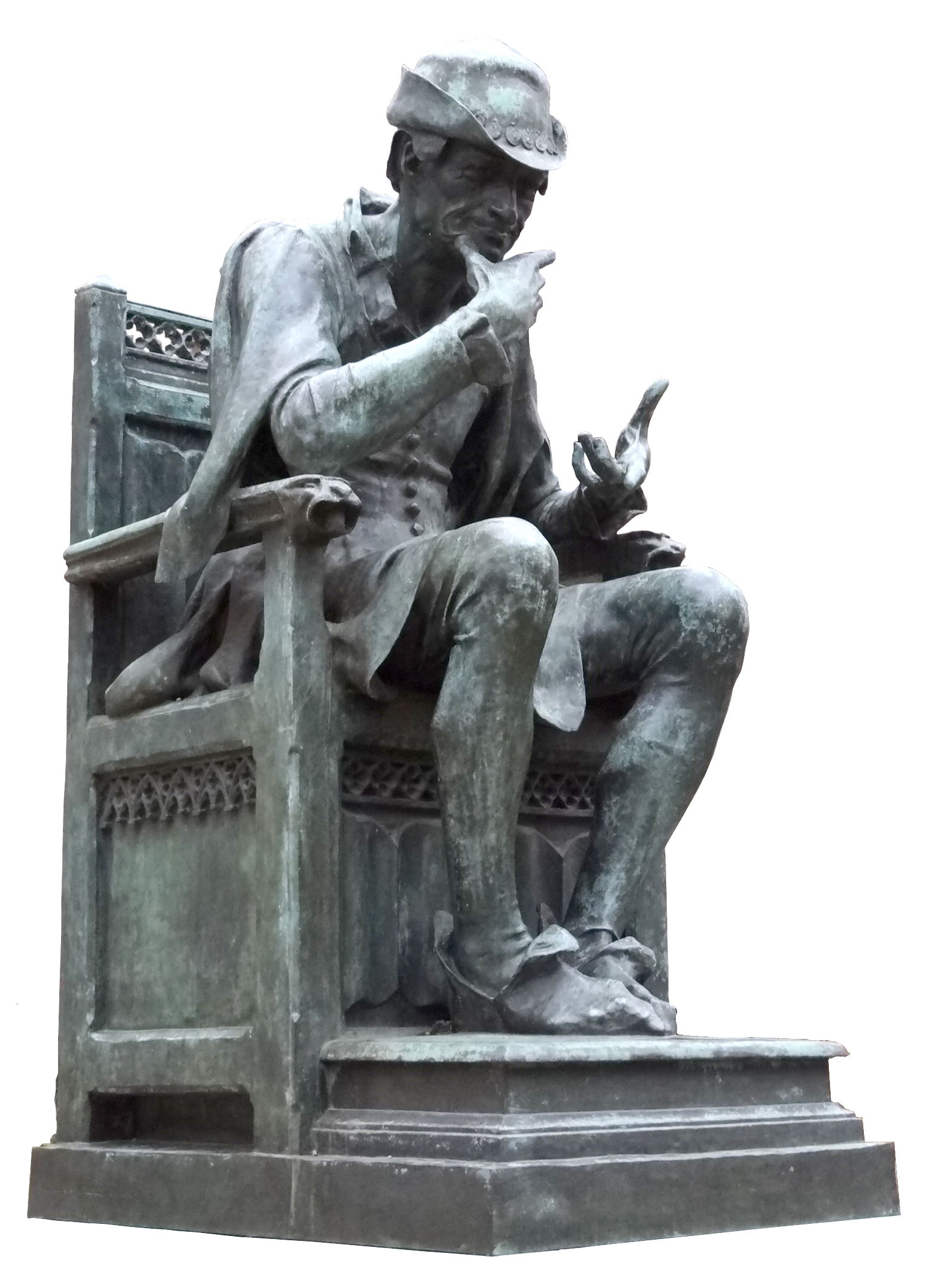
Monument à Louis XI (1886, détail), Bourges.
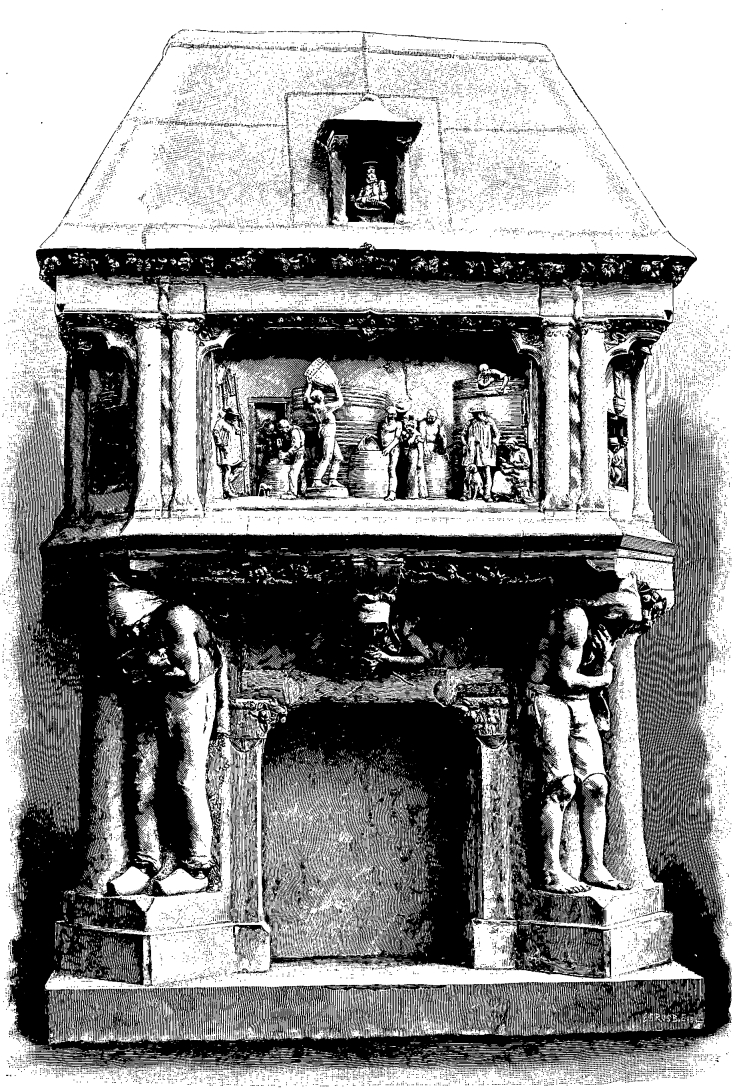
Le Vin (Salon de 1898), cheminée ornementale[8].
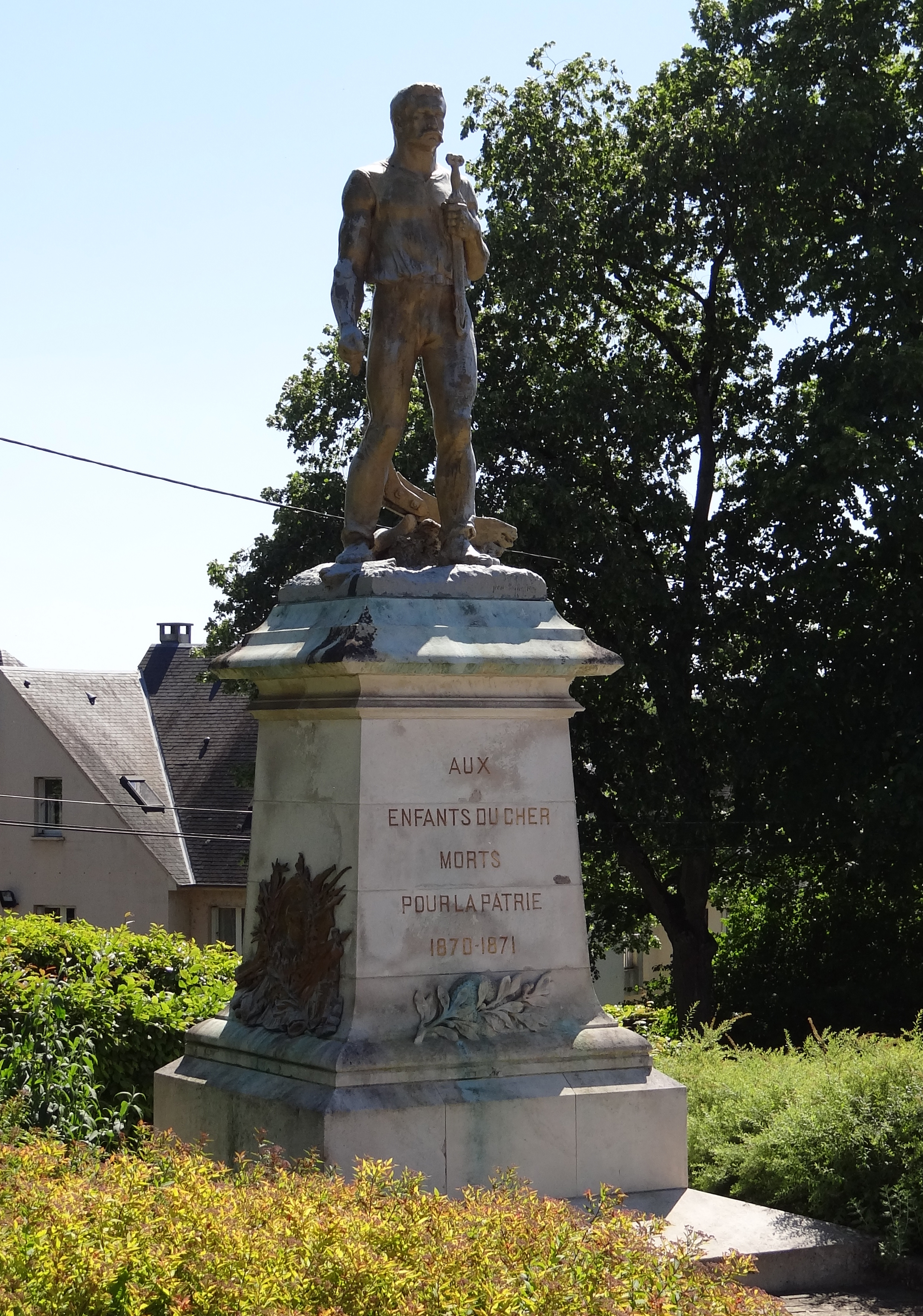
Monument aux morts de 1870 (1905), Bourges.
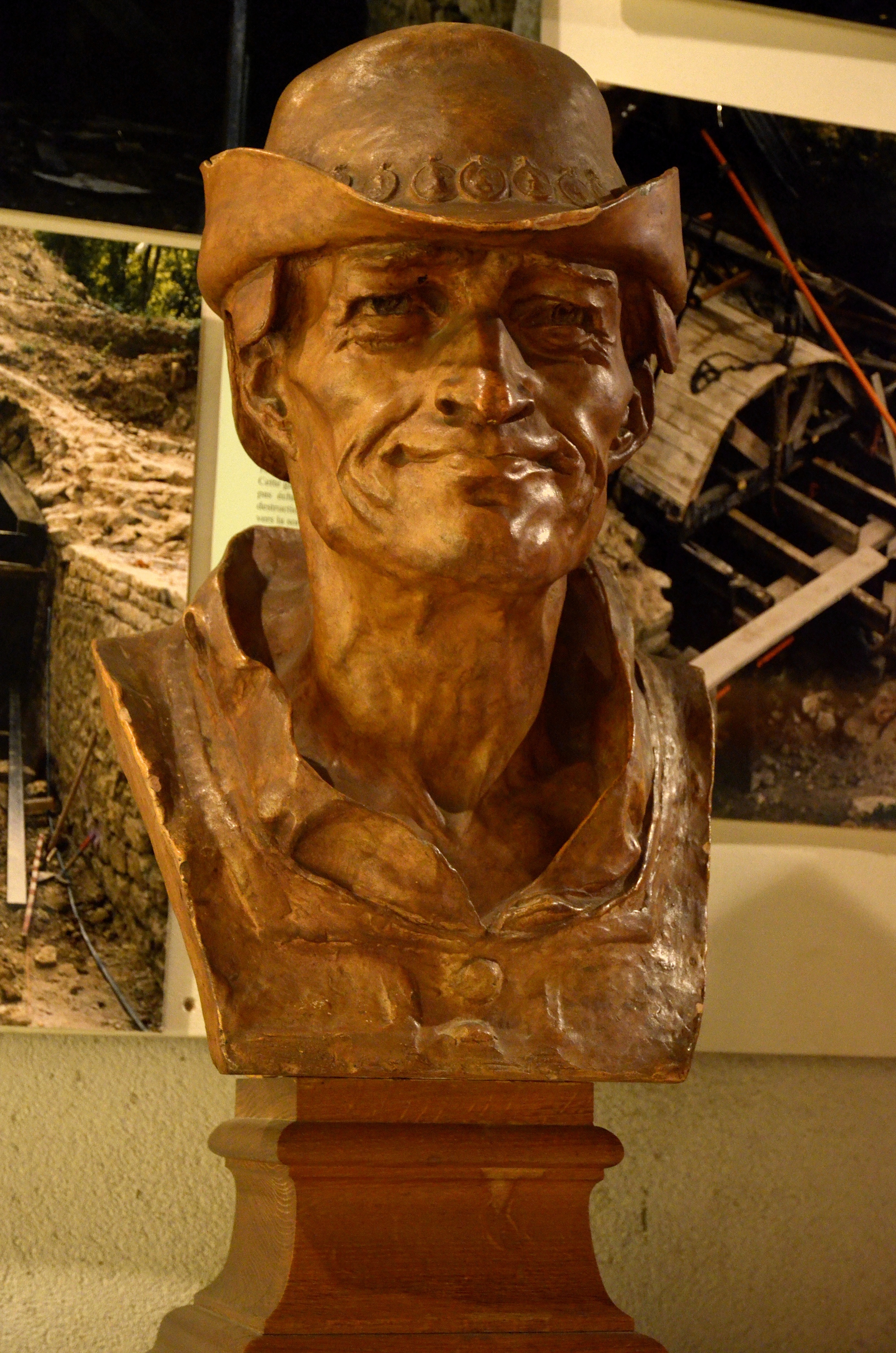
Louis XI (1910), Saint-Amand-Montrond, musée Saint-Vic.
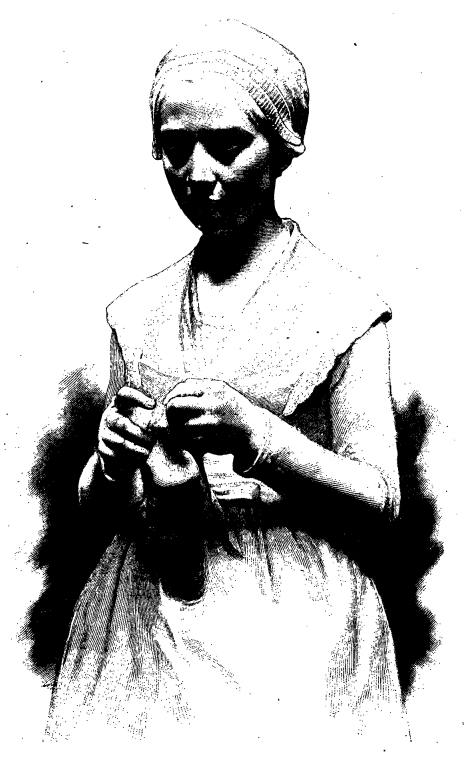
La Jeannette (détail), Paris, Petit Palais[9].
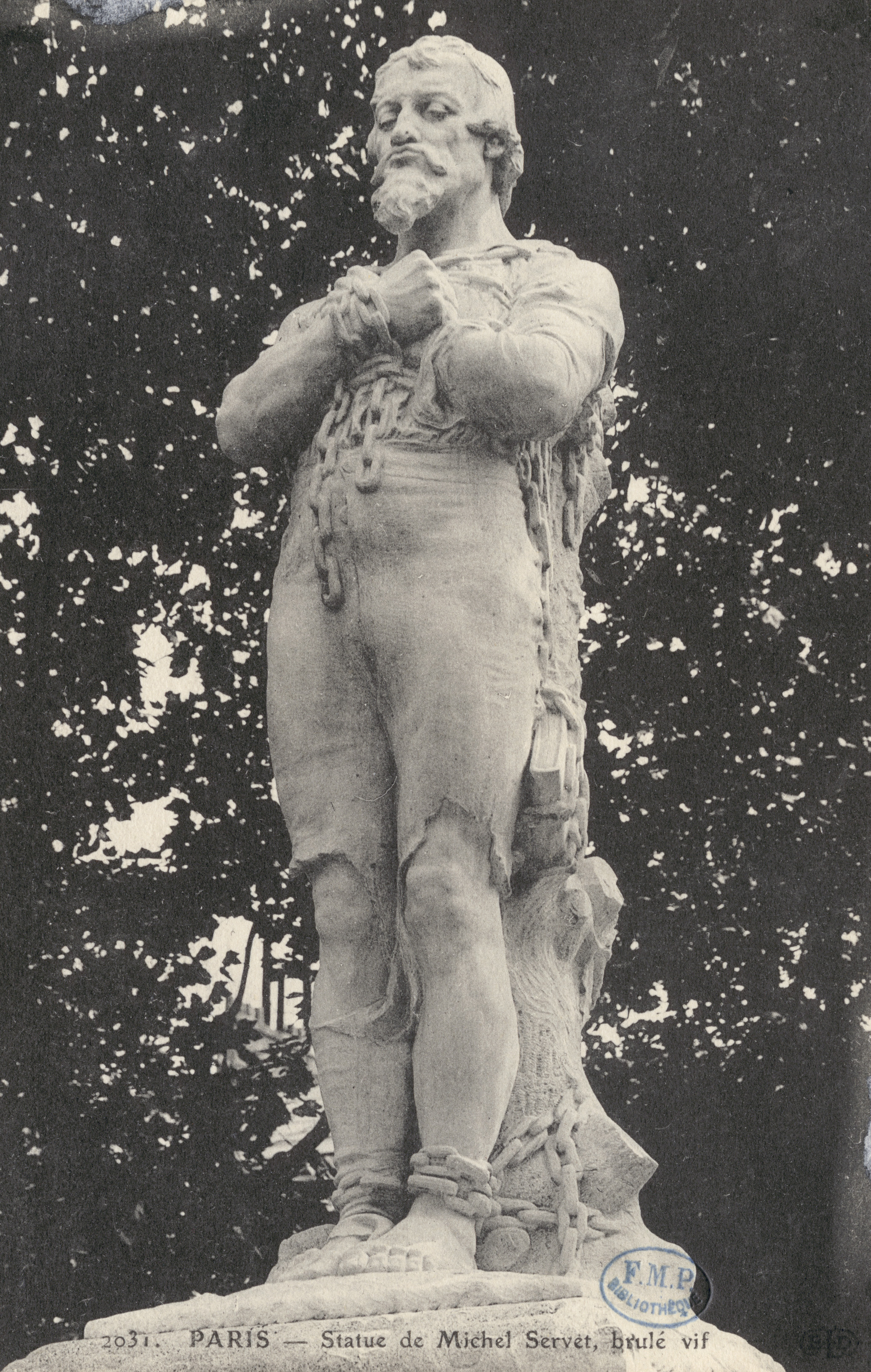
Monument à Michel Servet (1908, détail), Paris, square de l'Aspirant-Dunand.